# 조르즈 삼파이우
조르즈 삼파이우(포르투갈어: Jorge Fernando Branco de Sampaio, 문화어: 죠르즈 페르난두 브랑꾸 데 쌍빠이우, 1939년 9월 18일~2021년 9월 10일)는 포르투갈의 정치인이다. 1989년부터 1995년까지 리스본 시장으로 재임하였으며, 1996년부터 2006년까지 제18대 대통령으로 재임했다.
삼파이우는 리스본에서 태어났다. 삼파이우의 집안은 몇 년 간 미국과 영국에서 오가며 생활하기도 했다. 아버지 아르날두 드 삼파이우(1908~1984)는 해외를 오가는 일을 하였고 어머니는 페르난다 벤사우드 브랑쿠(1908~2000)였다. 1976년 사망한 외할머니 사라 벤슬리망 벤사우드는 모로코에서 거주하던 셰파르딤계 유태인이라고 하며, 외할아버지 페르난두 브랑쿠(1880~1940)는 포르투갈의 해군 장교였으며 훗날 외무장관을 역임한 인물이었다.
삼파이우는 불가지론을 믿는 사람이다. 그리고 또한 스스로를 유태계라 주장하지 않았다.

## 역대 선거 결과
| 선거명      | 직책명            | 대수 | 정당   | 득표율 | 득표수      | 결과 | 당락 |
| ----------- | ----------------- | ---- | ------ | ------ | ----------- | ---- | ---- |
| 1996년 선거 | 포르투갈의 대통령 | 18대 | 사회당 | 53.91% | 3,035,056표 | 1위  |      |
| 2001년 선거 | 포르투갈의 대통령 | 18대 | 사회당 | 55.55% | 2,401,015표 | 1위  |      |

## 같이 보기
- 포르투갈의 역사